# Kljunati ježki
Kljunàti jéžki (znanstveno ime Tachyglossidae) so poleg kljunašev zadnji predstavniki stokovcev, sesalcev, ki ležejo jajca. So ena najstarejših živečih vrst sesalcev, saj so se na Zemlji pojavili že pred 200 milijoni let, zato jih uvrščamo med žive fosile. So avstralski endemiti, glavni vzrok za to pa je ločen razvoj živalstva na tej celini. Hranijo se z nekaterimi vrstami mravelj in termitov, vendar niso tesno povezani s pravimi mravljinčarji obeh Ameriških celin. Kljunati ježki živijo v Avstraliji in na Novi Gvineji.
Kljunati ježki so majhni, z bodicami pokriti sesalci, ki se v samoobrambi zvijejo v klobčič, tako kot ostali sesalci, ki so jim po videzu podobni (jež, ježevec).
Ležejo jajca s kožasto lupino, valijo pa jih v trebušni vreči.
Premikajo se z hitrostjo do nekaj kilometrov na uro, vendar ne premagujejo velikih razdalj. So precej močne živali, saj lahko kljub svoji majhni teži (4-6 kilogramov) premikajo tovore, težke do 10 kilogramov.
Kljunati ježki so zaščitena vrsta in jih je prepovedano loviti.